# Перейра, Хэл
Хэл Перейра (англ. Hal Pereira; 29 апреля 1905, Чикаго, Иллинойс, США — 17 декабря 1983, Лос-Анджелес, Калифорния, США) — американский художник-постановщик, лауреат и многократный номинант премии «Оскар». Брат архитектора Уильяма Л. Перейры.

## Биография
Обучался в Университете Иллинойса. Работал в Голливуде художником-постановщиком на протяжении более чем двадцати лет, фильмография Перейры насчитывает более двухсот кинолент. 23 раза выдвигался на «Оскар» за лучшую работу художника-постановщика (в категории как для цветных, так и для чёрно-белых фильмов), в том числе получая номинации 12 лет подряд (1953—1964), дважды — три номинации за один год, но стал лауреатом премии только однажды — в 1956 году за фильм «Татуированная роза».

## Награды и номинации

### Награды
- «Оскар»
  - 1956 — «Татуированная роза» / The Rose Tattoo

### Номинации
- «Оскар»
  - 1953 — «Сестра Керри» / Carrie
  - 1954 — «Римские каникулы» / Roman Holiday
  - 1955 — «Красные подвязки» / Red Garters
  - 1955 — «Деревенская девушка» / The Country Girl
  - 1955 — «Сабрина» / Sabrina
  - 1956 — «Поймать вора» / To Catch a Thief
  - 1957 — «Десять заповедей» / The Ten Commandments
  - 1957 — «Гордый и светский» / The Proud and Profane
  - 1958 — «Забавная мордашка» / Funny Face
  - 1959 — «Головокружение» / Vertigo
  - 1960 — «Карьера» / Career
  - 1961 — «Визит на маленькую планету» / Visit to a Small Planet
  - 1961 — «Это началось в Неаполе» / It Started in Naples
  - 1962 — «Завтрак у Тиффани» / Breakfast at Tiffany’s
  - 1962 — «Лето и дым» / Summer and Smoke
  - 1963 — «Голубь, который захватил комнату» / The Pigeon That Took Rome
  - 1964 — «Приди и протруби в свой рог» / Come Blow Your Horn
  - 1964 — «Любовь с подходящим незнакомцем» / Love with the Proper Stranger
  - 1964 — «Хад» / Hud
  - 1966 — «Тонкая нить» / The Slender Thread
  - 1966 — «Шпион, пришедший с холода» / The Spy Who Came in from the Cold
  - 1967 — «Оскар» / The Oscar
- «Эмми»
  - 1963 — «Бонанза» / Bonanza